# Historischer Motorradsport

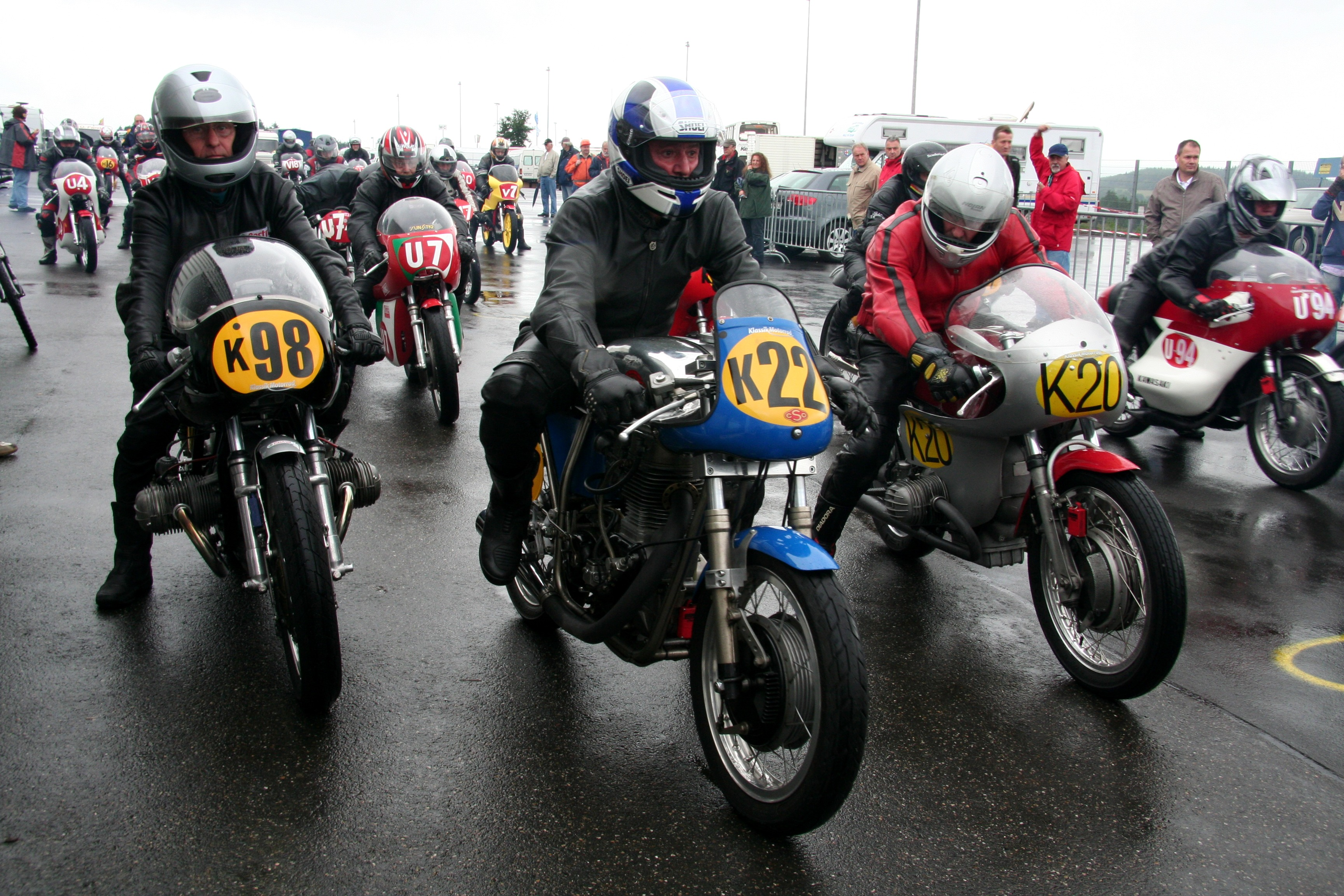
2007 beim Oldtimer Festival des DAMC 05 beim Vorstart im neuen Fahrerlager des Nürburgrings

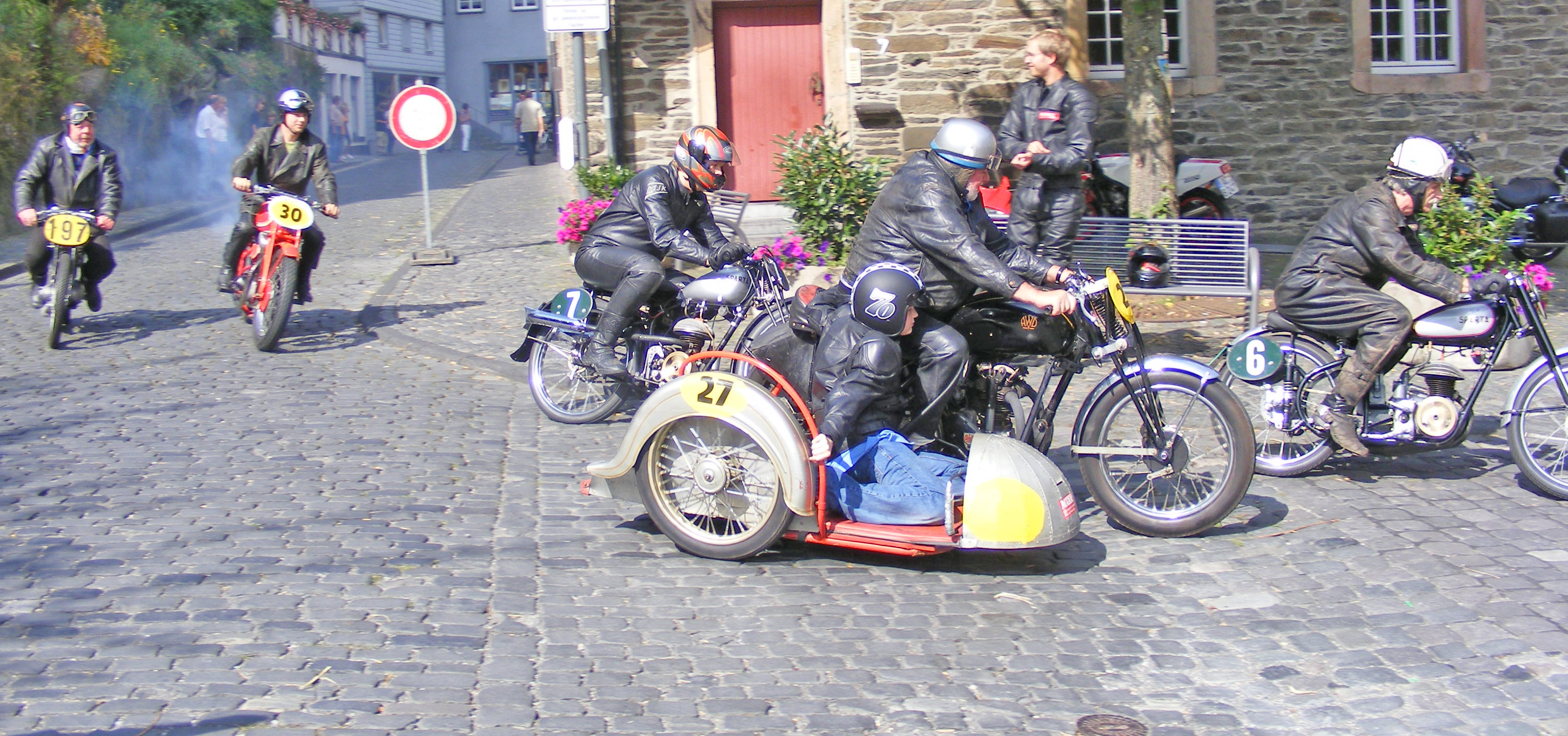
Sogenanntes „Oldtimerrennen“ in Monschau 2008

Historischer Motorradsport ist Motorsport mit historischen Motorrädern und Gespannen und somit ein Teilbereich des „Motorsports mit Oldtimern oder Veteranen“. Die Veranstaltungen werden häufig als Rallyes, Rundstreckenrennen, Bergrennen, oder Gleichmäßigkeitsläufe ausgetragen.

## Allgemein
Historischer Motorsport verbindet die Oldtimer-Liebhaberei mit dem Motorsport und verwendet Regularien beider Bereiche.
Die Rücksicht auf das Material und das „sportliche Miteinander“ prägen die Szene. Entsprechend werden Oldtimer-Veranstaltungen häufig in einer „sportlich entschärften“ Variante durchgeführt. Viele Oldtimer-Veranstaltungen führen beispielhaft den Titel Rallye, werden aber als touristische Veranstaltung unter Einhaltung aller Straßenverkehrsregeln durchgeführt. Genauso werden viele Oldtimerrennen als Gleichmäßigkeitsläufe – vergleiche Gleichmäßigkeitsfahrt und Gleichmäßigkeitsprüfung (GLP) –, also nicht unter Rennbedingungen, gestartet.
Die Reglements sind unter anderem meistens an die Altersregeln für Oldtimer angelehnt (siehe auch: Oldtimer-Klassifizierung) und fließen auch in die Rallye- und die Rennsportreglements der meisten nationalen Motorsportverbände ein. In Deutschland wird dies z. B. durch den Deutschen Motor Sport Bund (DMSB) gesteuert.

## Geschichte

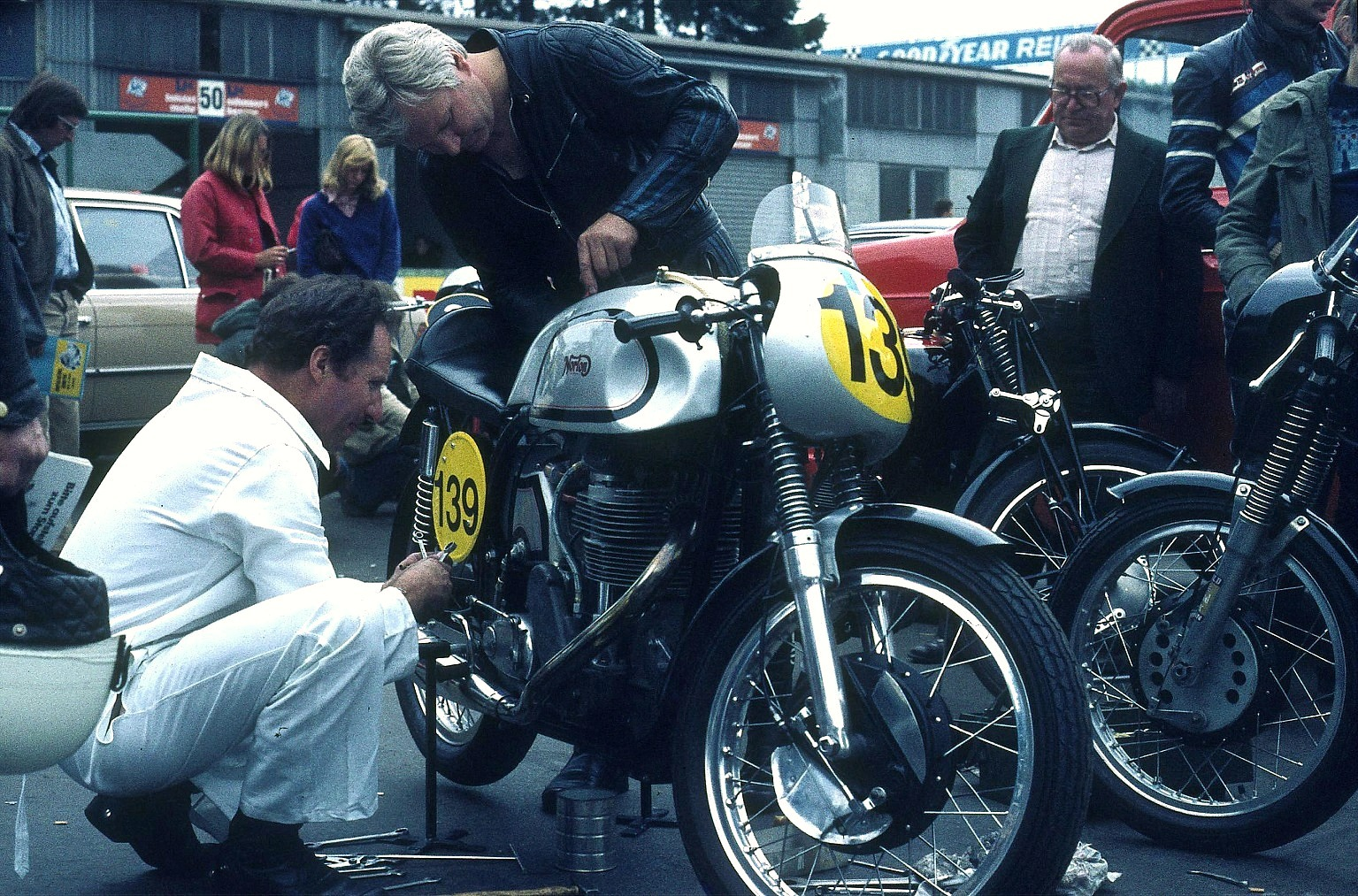
Norton Manx, Baujahr 1954

Der historische Motorradsport begann um 1960, als eine Generation von Rennfahrern nach dem Zweiten Weltkrieg in den Ruhestand trat. Damals wurden noch vielfach Fahrzeuge, die auf Bauern- oder Hinterhöfen vor sich hin rosteten, verschenkt oder gegen geringes Entgelt verkauft. Es gründeten sich die ersten Motorveteranen-Clubs und -Verbände in Europa. Vorreiter war dabei Großbritannien.
Gegen 1970 entstanden die ersten größeren Veteranenveranstaltungen, zum Beispiel am Nürburgring (Deutschland), Brooklands (England) oder am Salzburgring (Österreich). Allerdings sorgten gegen 1990 verschärfte Lärm- und Abgasvorschriften in manchen europäischen Ländern dafür, dass diese Veteranenveranstaltungen nur mehr in eingeschränktem Maße durchgeführt werden konnten.
Eine neue Welle von Veteranenveranstaltungen begann Mitte der 1990er-Jahre mit zum Beispiel dem Klausenpassrennen in der Schweiz oder später dem Gaisbergrennen (Salzburg, Österreich) oder dem Großglocknertrophy auf der Großglockner-Hochalpenstraße im Salzburger Land, Österreich.

## Voraussetzungen
Die Fahrer (und gegebenenfalls Beifahrer) müssen beim Veranstalter nennen, also durch Abgabe einer Nennung sich bei der Veranstaltung anmelden. Beide benötigen bei einer DMSB-angemeldeten Veranstaltung eine Veranstaltungs- oder eine A-, B-, C- oder H-Lizenz. Das Motorrad ist wie in der Ausschreibung beschrieben aufzubauen, in der Regel wird auf das Serien- bzw. das nationale Reglement (z. B. auf das DMSB-Reglement) referenziert.

## Besonderheiten im historischen Motorradsport in Deutschland

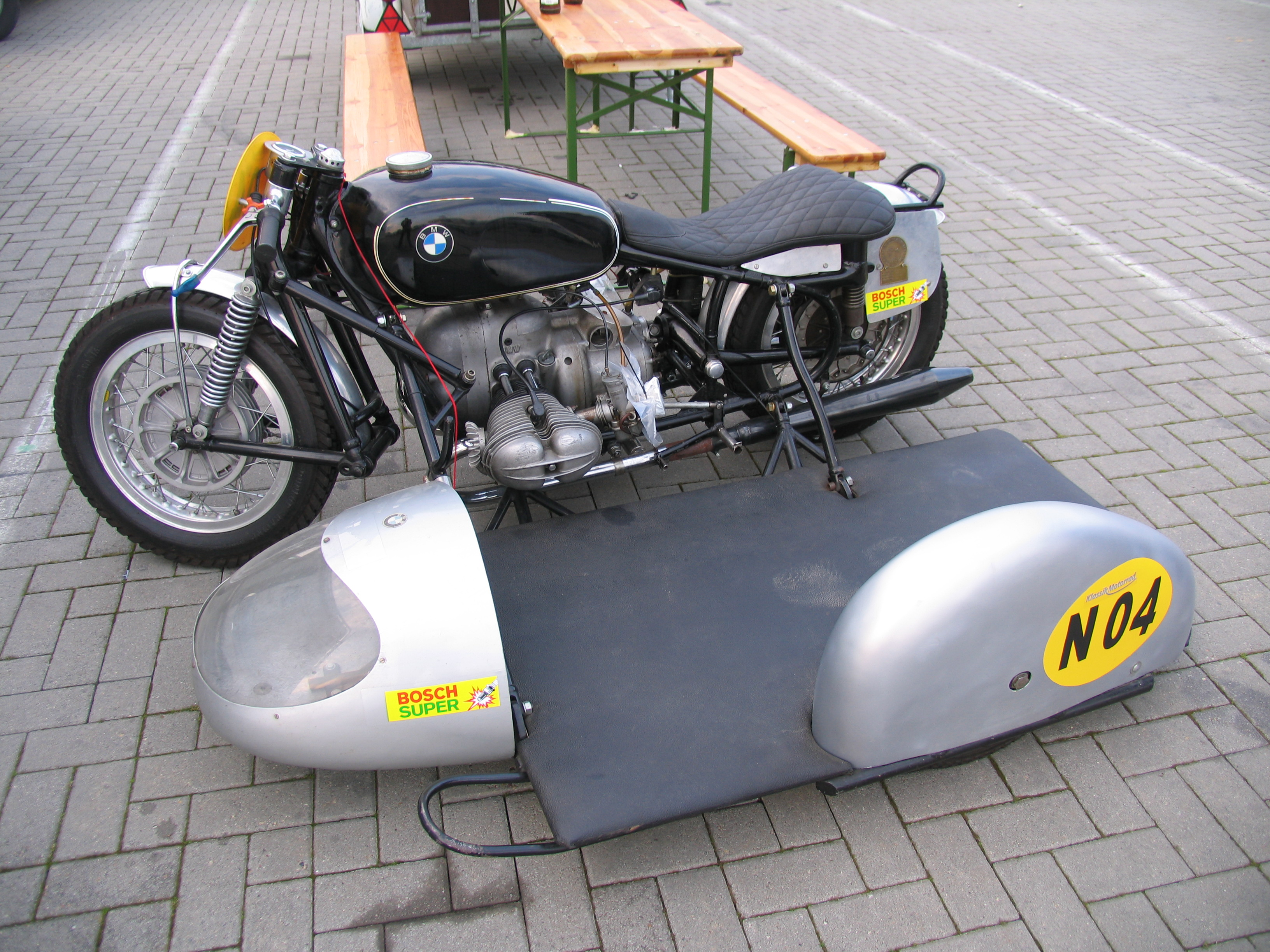
Historisches BMW-Renngespann der Klasse N in der VFV-Meisterschaft

Der deutsche historische Motorradsport wurde bis Ende der 1980er Jahre durch die Deutsche Historische Meisterschaft (DHM) des DMSB geprägt. Die DHM wurde vom Veteranen-Fahrzeug-Verband (VFV) ins Leben gerufen und baut auf seinem Meisterschaftsreglement auf, das Baujahresgrenzen, Einhaltung des Originalzustands, technische Besonderheiten und die spezifischen Durchführungsbestimmungen regelt.
Infolge des Verzichts auf Rennwertungen im Rahmen der DHM zugunsten von Gleichmäßigkeitsprüfungen hat sich seither eine breitere Szene jenseits des VFV gebildet.

### Austragungsmodi

#### Gleichmäßigkeitsläufe

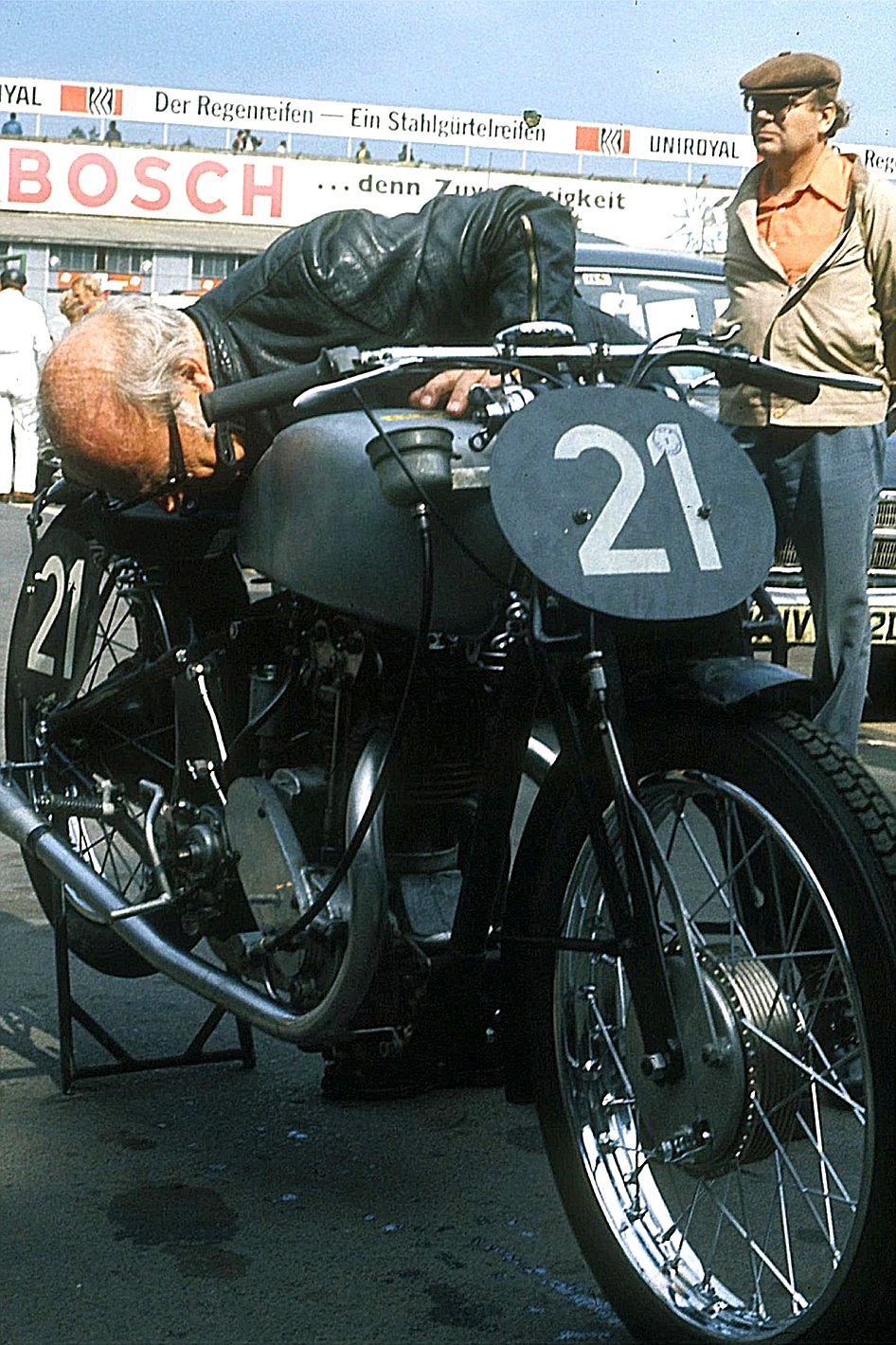
Erwin Aldinger mit seiner Imperia

Gleichmäßigkeitsläufe sind nicht auf die Erzielung von Höchstgeschwindigkeiten ausgelegt und schonen das historische Fahrzeugmaterial. Alle Läufe des VFV und die gesamte Deutsche Historische Meisterschaft des DMSB werden als Gleichmäßigkeitsläufe durchgeführt.
Bei einem Bergrennen wird die festgelegte Strecke mehrmals gefahren, meist zweimal; derjenige Teilnehmer, der die kleinste Zeitdifferenz zwischen diesen beiden Läufen hat, ist dann der Sieger. Bei Rundkursen wird vom Fahrtleiter (entspricht einem Rennleiter) die Runde festgelegt, deren Zeit als Maß genommen wird. Alle darauf folgenden Runden müssen in möglichst gleicher Zeit absolviert werden, die Beträge der jeweiligen Abweichungen werden in Strafpunkten zusammengezählt. Hier ist der Teilnehmer mit der niedrigsten Punktzahl der Sieger.
Es sind keine Rennen im eigentlichen Sinne, denn um die teuren und seltenen alten Motorräder oder Automobile (und häufig auch Fahrer älteren Semesters) nicht unnötig hohem Verschleiß und Gefahren auszuliefern, fährt man möglichst gleichmäßige Runden, statt möglichst schnelle Zeiten. Allerdings kann durchaus persönlicher Ehrgeiz dazu führen, dass es Teilnehmer gibt, die im Renntempo die vorgeschriebene Strecke zurücklegen.

„Denn eine alte Veteranenregel lautet: Nur mit Vollgas kann man gleichmäßige Rundenzeiten zurücklegen.‘“

#### Rennen
Rennen, also Wettbewerbe, bei denen der schnellste Teilnehmer den Lauf gewinnt, werden in Deutschland im historischen Motorradsport unter anderem von Klassik Motorsport und der International Historic Racing Organization (IHRO) ausgeschrieben und gewinnen nicht nur mit der wachsenden Classic-Superbike- und Youngtimer-Szene auch in Deutschland wieder mehr an Bedeutung. Weltweit dominieren Rennwertungen das Geschehen im klassischen Motorradsport.

#### Wertungsfahrten
Dabei handelt es sich um Fahrten ohne Zeitlimits, jedoch mit Geschicklichkeitsübungen u. ä. auf einer ein- oder mehrtägigen Fahrt; das Ausfahren der Fahrzeuge steht dabei im Vordergrund.

#### Rallyes
Der sportliche Anspruch der Wettbewerbe für Oldtimer-Fahrzeuge variiert sehr stark. Bei der Mehrzahl der Veranstaltungen beschränkt sich der sportliche Aspekt einzig auf die Vergabe von Pokalen an die Punktbesten einer nahezu willkürlichen Wertung (abwertender Begriff: „Kaffeefahrt“). Es gibt jedoch auch Oldtimer-Rallyes, die für Fahrer und Beifahrer Schwierigkeiten bereithalten (z. B. Orientierungsaufgaben oder Gleichmäßigkeitsprüfungen mit versteckten Zeitkontrollen) und bei denen nur schnelle Fahrer mit sachverständigen Beifahrern gute Platzierungen erreichen können. Solche Veranstaltungen finden aber häufiger in Großbritannien, Belgien oder Frankreich als in Deutschland statt.

#### Ausfahrten
Ausfahrten bilden einen wichtigen Teil vieler Vereine und Motorradclubs. Diese Ausfahrten werden ohne Wertungen oder Zeitnahmen durchgeführt und haben meist ein touristisches Tagesziel.

### Unterschiedliche Startmodi

#### Massenstart

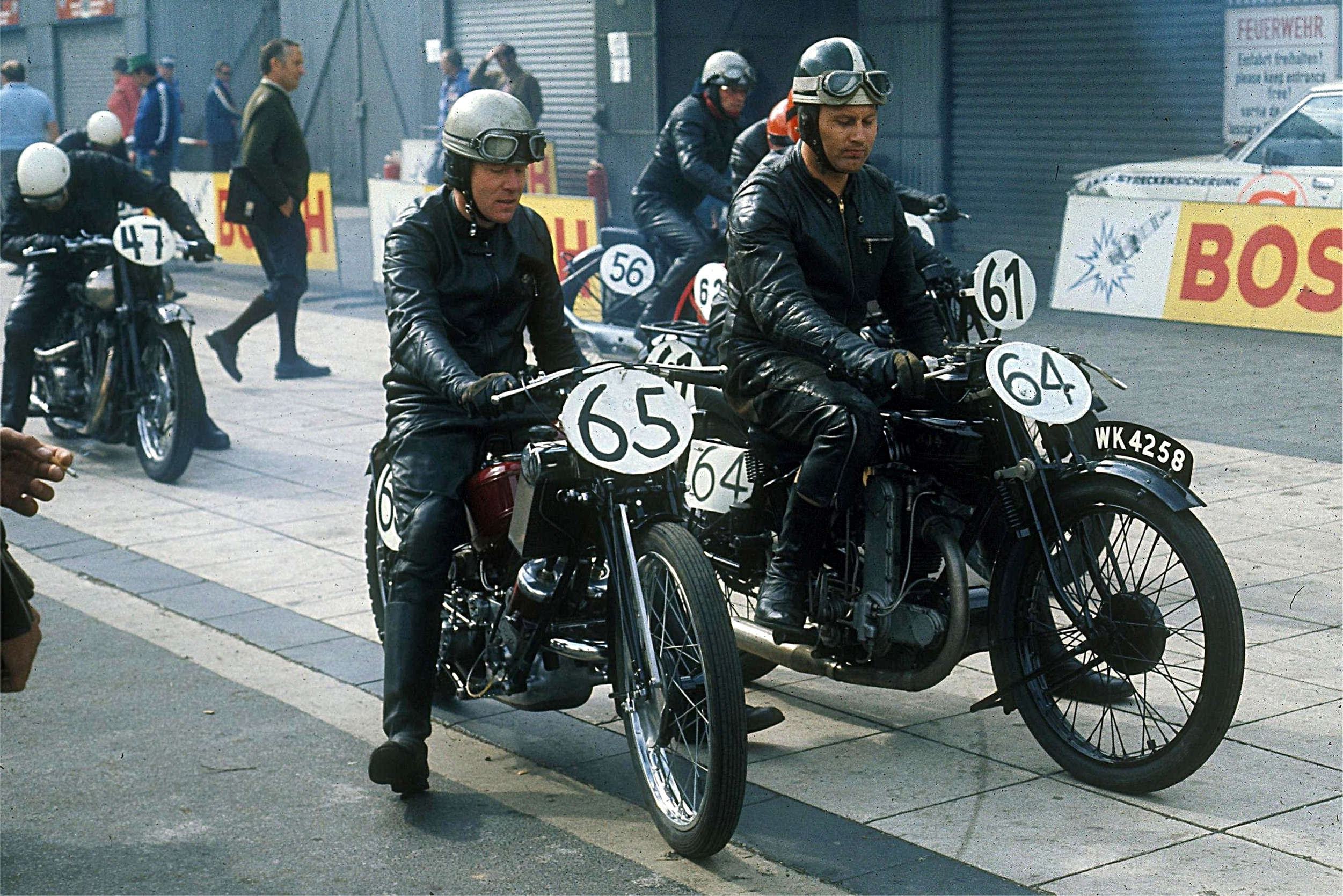
Vor dem Start zum AvD-Oldtimer-Grand-Prix am Nürburgring 1975

Bei Rundstreckenkursen wird ein sogenannter Massenstart durchgeführt. Alle Teilnehmer einer bestimmten Klasse starten gemeinsam durch einen Ampelstart oder durch Senken der Startflagge. Nach dem Abwinken des Teilnehmers, der als Erster die vorgeschriebene Anzahl von Runden absolviert hat, oder nach einer gewissen Zeit beenden auch alle anderen Teilnehmer den Lauf, unabhängig von ihrer gefahrenen Rundenzahl.
Hier wird unterschieden zwischen:
- Kupplungsstart: Hier läuft der Motor vor dem Start
- Schiebestart: Hier ist der Motor beim Start aus und das Motorrad wird erst beim Startsignal angeschoben (Motorradgespanne und Rennmotorräder vor 1987)

#### Einzelstart
Auf Bergrennstrecken oder sonstigen Strecken auf normalen Straßen wird in Zeitintervallen gestartet, wobei man mit den stärksten Fahrzeugen beginnen sollte, damit nicht schnellere Fahrzeuge langsamere einholen bzw. überholen; was zu unnötigen gefährlichen Situationen auf engen Straßen führen könnte.

## Bekannte Veranstaltungen
Deutschland
- Classic Grand Prix, Schleizer Dreieck
- Classic Grand Prix, Frohburger Dreieck
- Zschorlauer Dreieckrennen, Zschorlau
- Autobahnspinne, Weixdorf (Ortschaft)
- Eifelrennen, Nürburgring
- Hockenheim CLASSICS, Hockenheimring
- Kölner Kurs, Nürburgring
- Oschersleben Börde-Grand Prix
- Schottenring Grand Prix
- Donauring-Revival, Ingolstadt
- Bremerhavener Fischereihafen-Rennen
- Stadtparkrennen-Revival, Hamburg

Dänemark
- Classic TT, Jyllandsringen
- Aarhus Classic Race, Aarhus
- Copenhagen Classic Grand Prix, Kopenhagen

Vereinigtes Königreich (Großbritannien und Nordirland)
- Classic Motorcycle Festival, Donington Park

Österreich
- Internationales Rupert Hollaus Gedächtnisrennen, Red Bull Ring
- Internationales Motorrad Revival Großraming, Ennstalring
- Bergrennen Landshaag - St. Martin

Tschechien
- Tschechische Tourist Trophy, Hořice v Podkrkonoší

Belgien
- Biker's Classics, Circuit de Spa-Francorchamps
- Belgian Classic "T", Gedinne
- Classic Bikes, Chimay

Niederlande
- Classic Race Festival, TT Circuit Assen
- Hengelo Classic Road Races, Hengelo

Frankreich
- Coupes Moto Légende, Circuit de Dijon-Prenois

Spanien
- Jarama Vintage Festival, Circuito del Jarama

Italien
- 200 Miglia di Imola Festival, Autodromo Enzo e Dino Ferrari
- Trofeo Sanremo – Ospedaletti, Circuito di Ospedaletti

USA
- Barber Vintage Festival, Barber Motorsports Park

Isle Of Man
- Isle of Man Classic TT, Isle of Man
- Pre-TT Classic Races, Castletown, Isle of Man

## Serien
- Deutsche Historische Meisterschaft des DMSB
- VFV-Meisterschaft
- Vintage Bears (Sportbike classiX – Art Motor)
- Classic Bears (Sportbike classiX – Art Motor)
- ADMV Classic Cup
- HR Classic Cup
- 50 cm³ Classic European Cup
- Klassik Motorsport Zweitakt Trophy
- International Classic Grand Prix (ICGP)
- European Classic Series
- IG Formel Classic
- Lansdowne Classic Series
- FIM Europe Vintage Cup
- International Historic Racing Organisation (IHRO)